# Jacques Bertin
Jacques Bertin (ur. 27 lipca 1918 w Maisons-Laffitte, w departamencie Yvelines, zm. 3 maja 2010 w Paryżu) – kartograf i geograf francuski, teoretyk grafiki, twórca semiologii graficznej.
W książce Sémiologie Graphique (1967) zawarł teoretyczne podstawy zobrazowania informacji – przedstawił obszerną teorię stosowania symboli graficznych i modeli graficznej prezentacji, wprowadził pojęcie zmiennych graficznych.
W wieku 10 lat otrzymał pierwszą nagrodę kartografii w szkole podstawowej. Doskonale rysował, interesował się też architekturą. Ukończył studia w zakresie geografii i kartografii na Sorbonie.
Był założycielem i dyrektorem Pracowni Kartograficznej w École pratique des hautes études (EPHE), profesorem Sorbony (od 1967), dyrektorem Pracowni Geograficznej w École des hautes études en sciences sociales (EHESS), i szefem badań w Krajowym Centrum Badań Naukowych (Centre national de la recherche scientifique, CNRS).
W 1993 Bertin otrzymał Medal Merkatora Niemieckiego Towarzystwa Kartograficznego, a w 1999 – Złoty Medal Carla Mannerfelta Międzynarodowej Asocjacji Kartograficznej.